# Peter Broadbent
Peter Frank Broadbent (Elvington, 15 de maio de 1933 — Himley, 1 de outubro de 2013) foi um futebolista inglês.

## Carreira

### Clubes
Durante a maior parte de sua carreira, jogou no Wolverhampton Wanderers, que o comprou do Brentford por apenas 10 mil libras. Pelos "Lobos", disputou 452 partidas e marcou 127 gols entre 1951 e 1965.
Passou ainda por Shrewsbury Town, Aston Villa, Stockport County e Bromsgrove Rovers, clube onde pendurou as chuteiras em 1971, aos 39 anos, mas com boa média de gols (foram 17 em 19 jogos).
Fora dos gramados, Broadbent decidiu não seguir carreira no futebol como técnico ou dirigente, optando pelo ramo comercial, como vendedor de artigos para bebês.

## Seleção
Broadbent foi convocado para defender a Seleção Inglesa de Futebol na Copa de 1958. Foi a única competição de seleções que disputou em sua carreira - não foi convocado para as Copas de 1962 e 1966, embora vivesse boa fase no Wolverhampton e em sua curta passagem no Shrewsbury Town.

## Reconhecimento e morte
Em sua autobiografia, George Best escreveu que admirava o Wolverhampton, principalmente Broadbent, que era o atleta mais admirado pelo norte-irlandês. Já Alex Ferguson, ex-treinador do Manchester United, declarou que em sua juventude, o jogador preferido dele era o meio-campista.
No ano de 2007, foi descoberto que Broadbent, aos 73 anos, sofria de mal de Alzheimer, e vivia em um lar de idosos em Wolverhampton até seu falecimento, aos 79.